# Paramios
Paramios ist eines von sechs Parroquias in der Gemeinde Vegadeo der autonomen Region Asturien in Spanien.

## Geographie
Paramios ist ein Parroquia mit 89 Einwohnern (2020) und eine Fläche von 9,89 km². Es liegt auf 335 m Höhe über dem Meeresspiegel. Die nächste größere Ortschaft ist Vegadeo, der 10 km entfernte Hauptort der gleichnamigen Gemeinde.
Durch das Parroquia fließt der Rio Suarin, ein Nebenfluss des Río Eo.

## Klima
Angenehm milde Sommer mit ebenfalls milden, selten strengen Wintern. In den Hochlagen können die Winter durchaus streng werden.

## Weiler in der Parroquia
- A Barranca
- A Espía
- Monticelo
- Restrepo
- Vixande